# Elaine Cunningham
 (mars 2024).
Si vous disposez d'ouvrages ou d'articles de référence ou si vous connaissez des sites web de qualité traitant du thème abordé ici, merci de compléter l'article en donnant les références utiles à sa vérifiabilité et en les liant à la section « Notes et références ».
Pour les articles homonymes, voir Cunningham.
Œuvres principales
- Univers des Royaumes oubliés
- Univers Star Wars

Elaine Cunningham, née le 12 août 1957 à New York, est une écrivaine américaine de fantasy et de science-fiction, particulièrement connue pour son style littéraire à tendance poétique et pour ses contributions au décor de campagne des Royaumes oubliés, dont les royaumes d'Éternelle-Rencontre, d'Halruaa ou encore Eauprofonde.
Les plus populaires des personnages d'Elaine Cunningham sont la demi-elfe Arilyn Lamelune, le barde Danilo Thann, la magicienne drow Liriel Baenre, son compagnon le berserker Fyodor, et leurs ennemis - le simple d'esprit Gorlist, Elaith Craulnober (dit « le Serpent », créé par Ed Greenwood), Matteo et Tzigone, ainsi que le dragon des profondeurs Zz'Pzora.
Elle a aussi participé à d'autres séquences comme celle du Nouvel Ordre Jedi (dans l'univers étendu de Star Wars) avec son roman Sombre Voyage.
Elle vit actuellement avec sa famille en Nouvelle-Angleterre.

## Œuvres

### Univers desRoyaumes oubliés

#### SérieLa Séquence des Harpistes
1. L'Ombre de l'elfe, Fleuve noir, 1999 ((en) Elfshadow, 1991)

#### SérieLes Ménestrels
1. La Chanson de l'elfe, Fleuve noir, 2001 ((en) Elfsong, 1994)

#### SérieLe Chant et l'Épée
1. Les Larmes d'acier, Fleuve noir, 2002 ((en) Silver Shadows, 1996)
2. Le Sang des ménestrels, Fleuve noir, 2002 ((en) Thornhold, 1998)
3. Le Prix des rêves, Fleuve noir, 2002 ((en) The Dream Spheres, 1999)

#### SérieLe Monde d'Ombre-Terre
1. La Fille du sorcier drow, Fleuve noir, 1999 ((en) Daughter of the Drow, 1995)
2. L'Étreinte de l'araignée, Fleuve noir, 1999 ((en) Tangled Webs, 1996)

#### SérieLa Séquence d'Ombre-Terre
1. Le Masque de lumière, Fleuve noir, 2004 ((en) Windwalker, 2003)

#### SérieLes Conseillers et les Rois
1. La Tueuse de mages, Fleuve noir, 2003 ((en) The Magehound, 2000)
2. Les Chemins de la vengeance, 2003 ((en) The Floodgate, 2001)
3. La Guerre des sorciers, 2003 ((en) The Wizardwar, 2002)

#### Romans indépendants
- Éternelle rencontre, le berceau des elfes, Fleuve noir, 2000 ((en) Evermeet: Island of Elves, 1998)
- Cité des Splendeurs: Eauprofonde, Fleuve noir, 1994 ((en) The City of Splendors: A Waterdeep Novel, 2005)Écrit avec Ed Greenwood.

#### Nouvelles
- (en) The Best of the Realms, Book 1, 2003
  - (en) Rite of Blood, 1996Realms of the Underdark
- (en) The Best of the Realms, Book 3: The Stories of Elaine Cunningham, 2007
  - (en) The Bargain, 1993Realms of Valor
  - (en) The More Things Change, 1994Realms of Infamy
  - (en) The Direct Approach, 1995Realms of Magic
  - (en) Secrets of Blood, Spirits of the Sea, 1997Realms of the Arcane
  - (en) Speaking with the Dead, 1998Realms of Mystery
  - (en) Fire is Fire, 2000Realms of the Deep
  - (en) A little Knowledge, 2002Realms of Shadow
  - (en) Gorlist's Dragon, 2004Realms of Dragons

### UniversStar Wars

#### SérieLe Nouvel Ordre Jedi
1. Sombre Voyage, Fleuve noir, coll. « Star Wars » no 57, 2003 ((en) Dark Journey, 2002)  (ISBN 2-265-06931-0)

### SérieThe Changeling Detective Agency
1. (en) Shadows in the Darkness, 2004
2. (en) Shadows in the Starlight, 2006